# Route départementale 801 (Haïti)
Pour les articles homonymes, voir Route 801.
La route départementale 801 ou RD 801 ou RD 81, est une route départementale d'Haïti, reliant Anse-à-Pitres à Ganthier,.

## Présentation
La RN 801 atteint la frontière entre Haïti et la République dominicaine à Anse-à-Pitres. 
Elle est prolongée par la DR-44.

## Tracé
- Anse-à-Pitres
- Thiotte
- Fonds-Verrettes
- Ganthier